# Сдержанный (большой противолодочный корабль)
«Сдержанный» — последний, двадцатый, большой противолодочный корабль проекта 61М Краснознамённого Черноморского флота ВМФ СССР и ВМФ России. 28.06.1977 года был отнесён к классу больших ракетных кораблей (БРК), но 14.10.1980 года возвращён в класс БПК. 

## Служба
Последний корабль серии «Сдержанный» сразу достраивался в соответствии с модернизированным проектом 61М. Водоизмещение модернизированных кораблей (стандартное/полное) увеличилось до 4000/4975 тонн.
Большой противолодочный корабль "Сдержанный"  проекта 61М был заложен 10 февраля 1971 года на заводе имени 61 коммунара в Николаеве (строительный №1715). 23 марта 1972 года был зачислен в списки кораблей ВМФ. Спущен на воду 25 февраля 1972 года. 30 декабря 1973 года был включен в состав Черноморского Флота.
Вошёл в состав 150-й бригады ракетных кораблей. В/ч 53065. Корабль более 10 раз нес боевые службы в Средиземном море в сменном составе 5-й Средиземноморской эскадры кораблей ВМФ. Бортовые номера 534, 173, 160, 254, 286, 288, 734, 737, 711, 705, 702, 804. 
Боевая служба 23-12.74-25.06.1975. 12—17 мая 1975 года официальный визит отряда в составе КРУ «Жданов», БПК «Сдержанный» и БПК «Скорый» под флагом командира 5 ОПЭСК контр-адмирала В. А. Акимова в порт Сплит, Югославия. Боевая служба 24.11.76-10.06.1977 и визит в Сплит.  
28.06.1977 года был отнесён к классу больших ракетных кораблей (БРК), но 14.10.1980 года возвращён в класс БПК.  

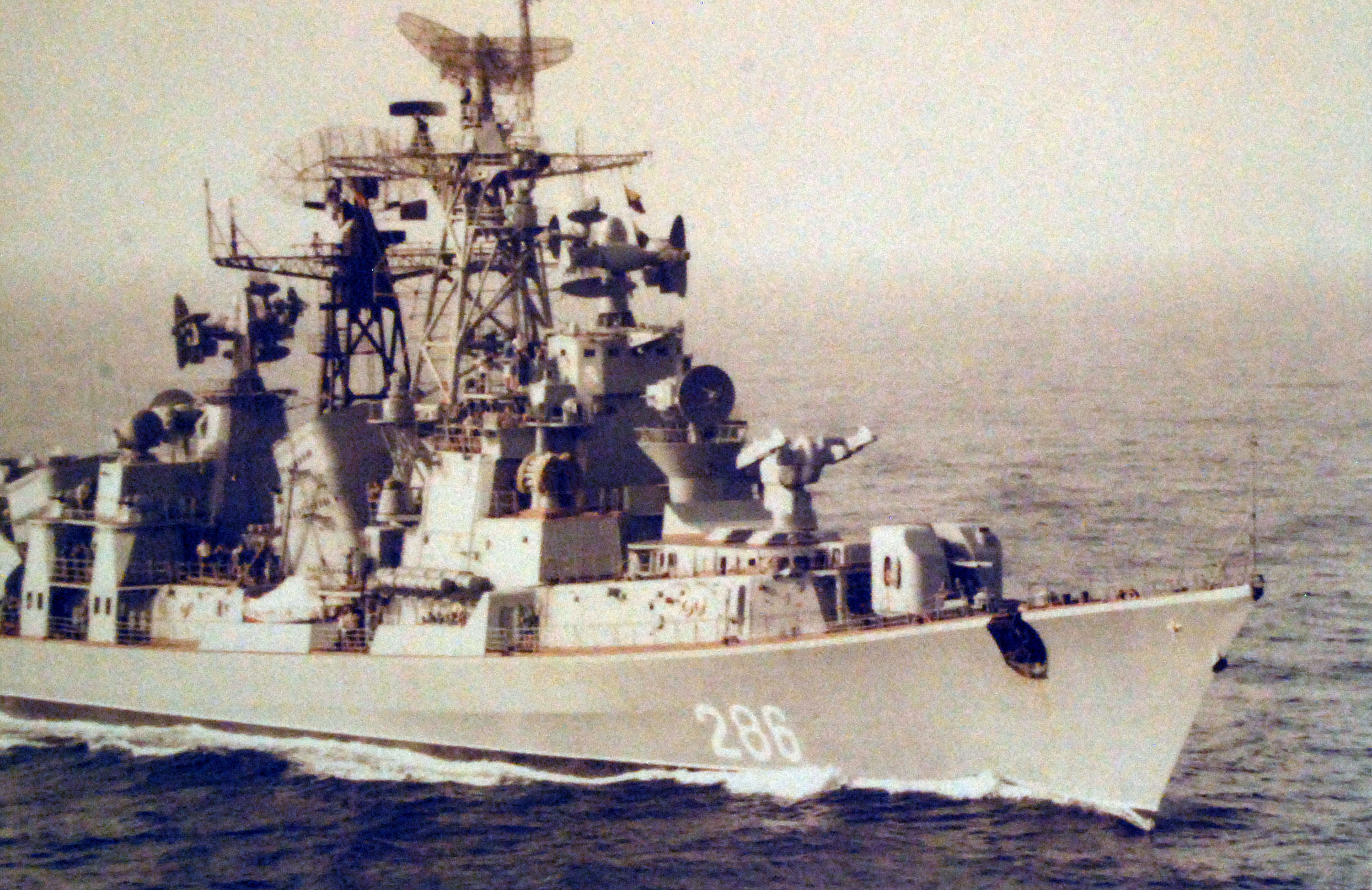
25 февраля 1980 года

В 1977 году получил звание "Отличный корабль" и вымпел МО СССР "За мужество и доблесть". В 1978 году подтвердил звание. 
Боевая служба 27.08.79-08.04.1980 и визит в Дубровник. Боевая служба  03.03.81-22.09.1981 и визит в Риеку. 
Боевая служба 18.10.81-02.12.1981 и заход в Бизерту, Тунис. Боевая служба 14.05.83-28.11.1983. В 1983 году лучший надводный корабль по ракетной подготовке, награжден призом.
Боевая служба 15.02.84-25.04.1984 и заход в Триполи, Ливия. 10—14 апреля 1984 года крейсер «Жданов» осуществляет официальный визит в порт Триполи совместно с БПК «Сдержанный» под флагом командира 5 ОПЭСК контр-адмирала В. Е. Селиванова. 
15 мая — 13 июня 1984 года принимал участие в учениях «Океан-84», проходивших в Средиземном море. Тема учений: «Разгром АМГ противника ОС РУС во взаимодействии с МРА ВВС ЧФ». В учениях так же принимали участие КРУ «Жданов», БПК «Комсомолец Украины», «Стройный», «Удалой», эсминцы «Неуловимый», «Находчивый», «Сознательный», БРК «Бедовый», СКР «Сильный», «Дружный», «Волк», МРК «Зарница», ПЛ К-298, разведывательный корабль «Кильдин», танкер «Десна» и другие. 
В период с 31 октября 1985 по 12 октября 1987 года проходил капитальный ремонт на 13-м судоремонтном заводе в Севастополе.
Успешное участие в учениях "Гранит-88" и "Осень-88".
Боевая служба 03.12.1988-15.07.1989 и заход в Тартус, Сирия. Боевая служба 03.08.91-22.12.1991 и визиты в Александрию, Египет и Тартус, Сирия.
Все Боевые службы с оценкой "хорошо".
1 июня 1992 года был переклассифицирован в СКР. При разделе флота в 1997 году достался РФ. Вошел в состав 30-й дивизии надводных кораблей (30-й ДиНК).
29 мая 2001 года корабль был разоружен, а затем списан на слом - средств на его средний ремонт и докование не нашлось. Корпус БПК 13 марта 2002 года был уведен из Севастополя на разделку в Николаев, где его начали разбирать на Черноморском судостроительном заводе, а затем продолжили разделку на заводе им. 61 Коммунара. Окончательно корабль прекратил своё существование в мае 2002 года.

## Командиры корабля
- капитан 3-го ранга Гоман Юрий Владимирович (12.11.72-07.09.1977)
- капитан 3-го ранга Михальченко Николай Григорьевич (07.10.77-07.09.1982)
- капитан 3-го ранга Родзин Александр Григорьевич (07.09.82-16.10.1984)
- капитан 3-го ранга  Шевченко Виктор Вольдемарович (16.10.84-07.02.1987)
- капитан 3-го ранга  Храмцов, Евгений Викторович (07.02.87-24.10.1989)
- капитан 3-го ранга  Шепетенко Игорь Александрович (24.10.89-16.02.1994)
- капитан 3-го ранга  Харебов Алексей Михайлович (16.02.94-?)
- капитан 3-го ранга  Галанцев В. (1998-?)